# Svalan (rapportsystem)

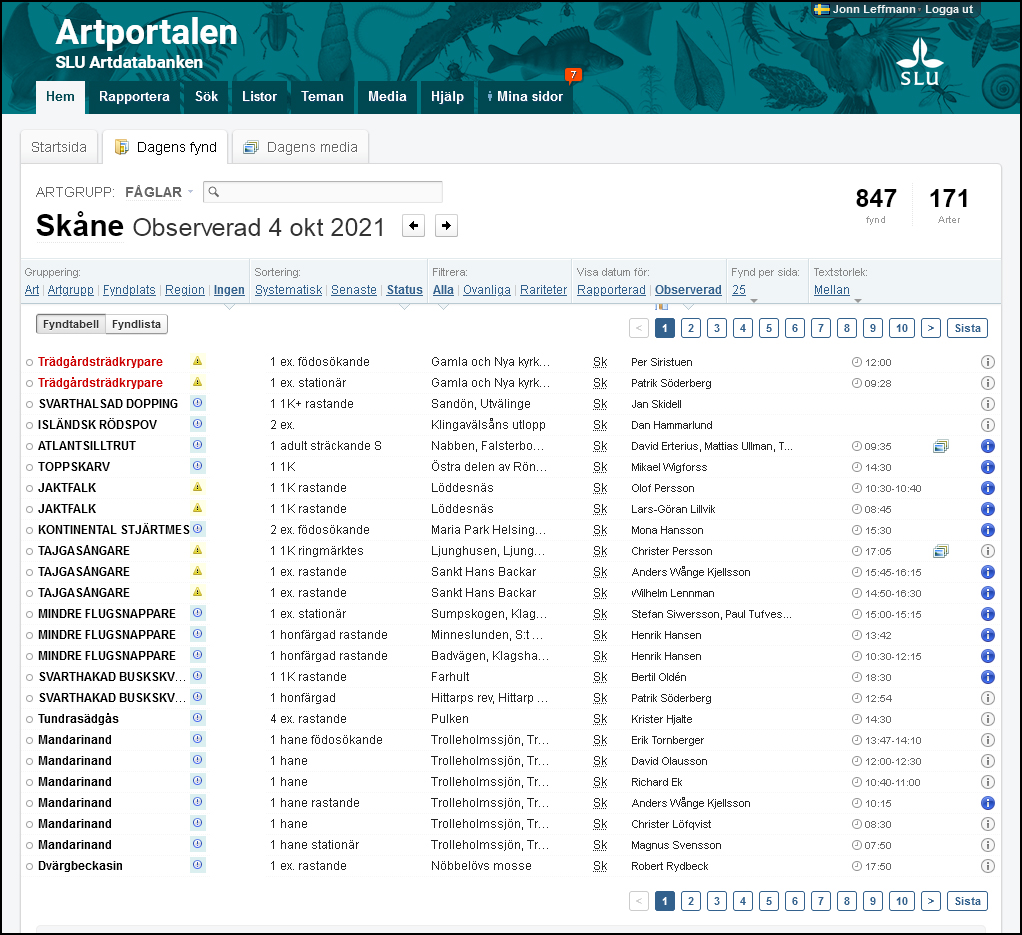
Rapporter till Artportalen 4 okt 2021 i Skåne

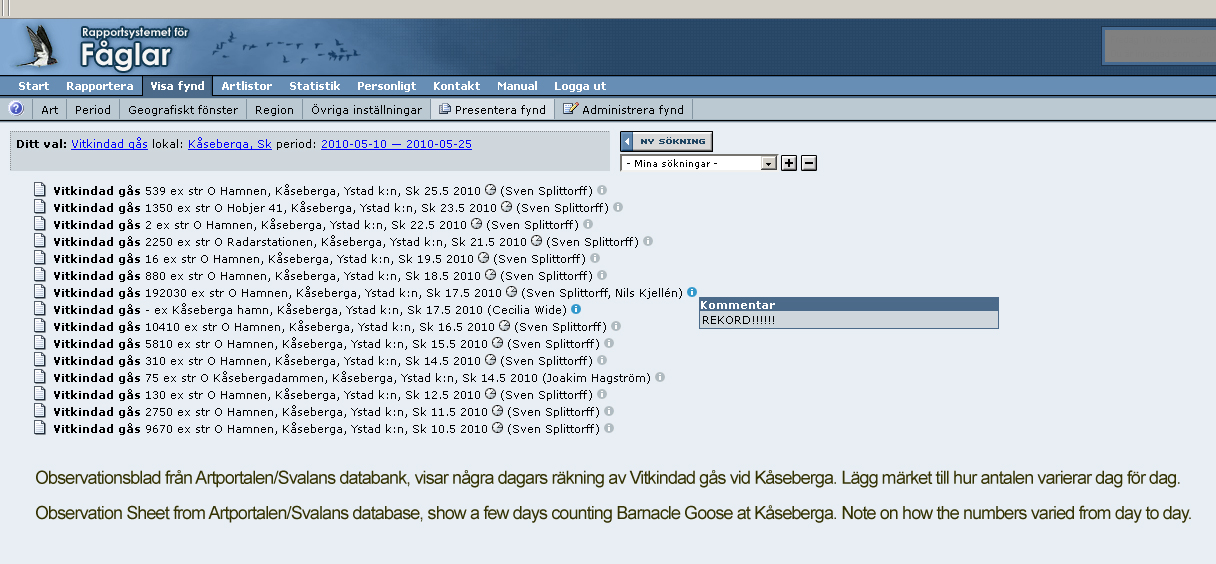
Observationsblad i Svalan 2010.

Svalan är ett svenskt elektroniskt, internetbaserat rapportsystem för fågelobservationer som utvecklats och förvaltas av ArtDatabanken vid Sveriges lantbruksuniversitet (SLU), och som finansieras av Naturvårdsverket, för Sveriges ornitologiska förening (SOF) i samarbete med Club 300. Svalan används av tusentals svenska fågelskådare för att rapportera fågelobservationer. Svalan har tagits fram på uppdrag av SOF med syfte att öka rapporteringen och förbättra observationernas kvalité.
Varje inrapporterad observation tillfaller SOF, som genom sina regionala rapportkommittér (rrk) och sin Raritetskommitté (Rk) även kvalitetssäkrar och administrerar observationerna. Fram till dess SOF har publicerat ett fynd och därmed gjort det till officiell statistik har rapportören rätt att stryka observationen.
Fynddata för känsliga arter beläggs av förvaltaren (Artdatabanken) med sekretess.
En diskussion om ett digitalt rapportsystem togs upp på SOF:s årsmöte på Öland i maj 1998. Ungefär samtidigt påbörjade Johan Nilsson på Naturvårdsverket att skapa grunden för ett databasbaserat rapportsystem som han presenterade första gången i slutet av 1999. Svalan lanserades sedan under år 2000.
En målsättning med Svalan är att kunna skapa en bättre överblick av hur den svenska fågelfauna varierar i antal och utbredning och att förbättra övervakning av sällsynt förekommande arter eller plötsliga förekomster av exempelvis invasionsarter.
Fram till mars 2012 har Svalan tagit emot sammanlagt 24 miljoner fågelobservationer. Från mitten av mars 2012 är Svalan en mer integrerad del av Artportalen än den hittills varit.